# Timmelbach (Isel)
Der Timmelbach ist ein Bach in der Gemeinde Prägraten am Großvenediger (Bezirk Lienz). Er entspringt an der Südseite der Venedigergruppe und mündet im Hauptort der Gemeinde St. Andrä von links in die Isel. Er ist der neuntlängste Nebenfluss der Isel und nach dem Dorferbach und dem Maurerbach der drittlängste Fluss der Gemeinde Prägraten.

## Verlauf
Der Timmelbach entspringt als Abfluss des Eissees, der sich zwischen der Weißspitze im Norden, dem Vorderen und Hinteren Seekopf bzw. Kleinen und Großen Hexenkopf im Osten und den Gastacher Wänden im Nordwesten befindet. Der Timmelbach fließt vom Eissee zunächst in südwestlicher Richtung durch das Kleinitztal. Er wendet sich dann nach Süden bzw. Südosten und stürzt durch eine kurze Schluchtstrecke in das Timmeltal. Dieses verläuft in südlicher Richtung bis zum Virgental, wo der Timmelbach den Hauptort St. Andrä durchquert. Der Timmelbach fließt nördlich der Pfarrkirche vorbei, unterquert die Virgentalstraße und mündet anschließend von links in die Isel.
Der Timmelbach durchfließt im Oberlauf Zwergstrauchheiden und alpine Rasengesellschaften, der Mittellauf ist überwiegend bewaldet. Der Unterlauf im Virgental ist von Wiesen und dem Ortsteil St. Andrä geprägt.

## Lawinenverbauung
Der Timmelbach stellte immer eine Bedrohung für den Hauptort der Gemeinde Prägraten dar. Im Jahr 1951 drang eine Timmelbach-Lawine bis ins Dorfzentrum vor und zerstörte dort die Antonius-Kapelle, wodurch eine dort betende Frau getötet wurde. Im August 1966 verursachte der Timmelbach erneut schwere Schäden im Ort. Zwischen 2012 und 2014 kam es zu umfangreichen Sicherungsmaßnahmen am Timmelbach. Als Schlüsselbauwerk wurde ein 10.000 Tonnen schwerer und 20 Meter hoher Mur- und Lawinenbrecher am Taleingang zum Iseltal errichtet, der im November 2014 eingeweiht wurde.

## Kraftwerke
Südlich der Eisseehütte befindet sich ein Ausleitungskraftwerk, das den Strom für die Schutzhütte erzeugt. Ein weiteres Kraftwerk befindet sich an der Mündung des Timmelbachs in die Isel. Ursprünglich war bereits im Jahr 1938 ein Kraftwerk nördlich des Dorfes errichtet worden, das 1958 durch einen Neubau nördlich des Replerhofes ersetzt worden war. Da eine Verlängerung des Wasserrechts nur bei optimaler Auslastung gewährt wird, entschloss sich die Kraftwerksgenossenschaft Anfang des 21. Jahrhunderts zu einem Neubau der Kraftwerksanlage. Hierfür wurde ein Tiroler Wehr in rund 1750 Metern errichtet, das Kraftwerkshaus mit zweidüsigen Pelton-Maschinensatz wurde an die Mündung des Timmelbachs in die Isel verlegt.